# Il passo dei Comanches
Il passo dei Comanches (Thunder Pass) è un film del 1954 diretto da Frank McDonald.
È un western statunitense con Dane Clark, Dorothy Patrick, Andy Devine e Raymond Burr.

## Produzione
Il film, diretto da Frank McDonald su una sceneggiatura di Fred Eggers e Tom Hubbard e un soggetto di George Van Marter, fu prodotto da A. Robert Nunes per la Lippert Pictures nel Bronson Canyon a Los Angeles e nei KTTV Television Studios a Hollywood, California, da metà maggio del 1954.

## Distribuzione
Il film fu distribuito con il titolo Thunder Pass negli Stati Uniti dal 20 settembre 1954 al cinema dalla Lippert Pictures.
Altre distribuzioni:
- in Finlandia il 16 novembre 1957 (Jyrinän sola)
- in Svezia il 26 dicembre 1963 (Bakhållet vid Thunderpasset)
- in Italia (Il passo dei Comanches)